# Threshold (videojuego)
Threshold es un videojuego publicado en 1982 por la empresa Tigervision para la consola Atari 2600. Se trata de un matamarcianos vertical que puede ser jugado por dos personas alternando turnos.